# Granatwerfer 34
Le Granatwerfer 34, ou 8-cm GrW 34, est un mortier de calibre 81 mm allemand de la Seconde Guerre mondiale. Il remplaça le Nebelwerfer 35 (10 cm Nebelwerfer 35), et fut le mortier standard des unités d'infanterie allemandes pendant tout le conflit.
Il est une copie, par Rheinmetall-Borsig AG, du mortier Brandt modèle 27/31. Une version spéciale (GrW 34/1) équipe le SdKfz 250/7 et le SdKfz 251/2, ainsi que d'autres véhicules de prise. Un modèle plus transportable, à tube raccourci mais à portée réduite, le Kurzer (ou kurze) Granatwerfer 42, sera développé au milieu de la guerre,.

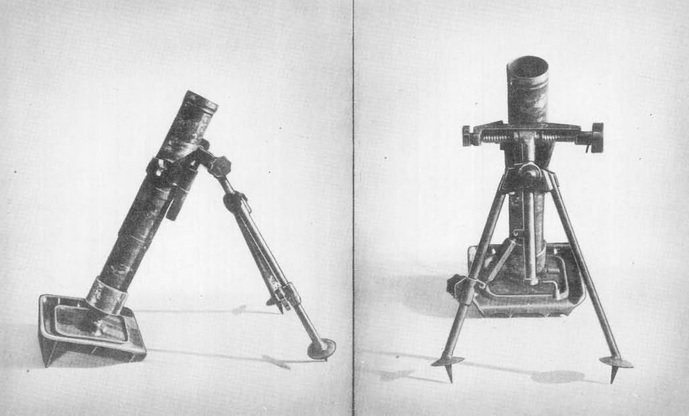
Kurze Granatwerfer 42, qui remplacera le Granatwerfer 36.